# Buddy Blattner
Robert Garnett „Buddy“ Blattner (* 8. Februar 1920 in St. Louis, Missouri; † 4. September 2009 in Chesterfield, Missouri) war ein amerikanischer Tischtennis- und Baseballspieler. Er wurde drei Mal Weltmeister im Tischtennis. Später arbeitete er als Sportreporter.

## Werdegang
Mit 16 Jahren wurde er bei der WM 1936 in Prag erstmals mit seinem Landsmann James McClure Weltmeister im Doppel. Diesen Titel verteidigten sie 1937, wo sie zudem Weltmeister mit der amerikanischen Mannschaft wurden.
Danach begann er seine Baseballkarriere bei den St. Louis Cardinals. Von 1946 bis 1948 spielte er für die San Francisco Giants, 1949 für die Philadelphia Phillies. 
Nach dem Ende seiner aktiven Laufbahn arbeitete Blattner als Sportreporter vorwiegend im Bereich Baseball. 1962 gründete er den gemeinnützigen Verein "Buddy Fund" zur Unterstützung von Jugendlichen in der Gegend von St. Louis, die unter problematischen Verhältnissen aufwuchsen.
Wegen seiner Verdienste wurde Robert Blattner 1979 in die Hall of Fame des US-Tischtennis und 1980 in die Missouri Sports Hall of Fame aufgenommen.
2009 starb Blattner an Lungenkrebs.

## Turnierergebnisse
| Verband | Veranstaltung     | Jahr | Ort   | Land | Einzel        | Doppel | Mixed     | Team |
| ------- | ----------------- | ---- | ----- | ---- | ------------- | ------ | --------- | ---- |
| USA     | Weltmeisterschaft | 1937 | Baden | AUT  | Viertelfinale | Gold   | letzte 32 | 1    |
| USA     | Weltmeisterschaft | 1936 | Prag  | TCH  | letzte 128    | Gold   | letzte 64 | 7    |